# Kalmosaari (ö i Lieksa, Pankajärvi)
Kalmosaari är en ö i Finland. Ordet kalmosaari avser antagligen att ön har varit begravningsplats. Ön ligger i sjön Pankajärvi och i kommunen Lieksa och landskapet  Norra Karelen. Öns area är 0,5 hektar och dess största längd är 150 meter i sydöst-nordvästlig riktning.